# Grigorij Worożejkin
Grigorij Aleksiejewicz Worożejkin (ros. Григо́рий Алексе́евич Вороже́йкин, ur. 4 marca?/16 marca 1895 we wsi Bieriezniki w obwodzie twerskim, zm. 30 stycznia 1974 w Moskwie) – radziecki pilot i dowódca wojskowy, marszałek lotnictwa (1944).

## Życiorys
Pochodził z rodziny chłopskiej, ukończył eksternistycznie 4 klasy gimnazjum.
Po wybuchu I wojny światowej wcielony do carskiej armii,  w czerwcu 1916 ukończył Szkołę Chorążych Frontu Zachodniego w Pskowie. Brał udział w walkach na froncie, w armii carskiej dosłużył się stopnia kapitana sztabowego. 
Po powstaniu Armii Czerwonej wstąpił w jej szeregi i brał udział w wojnie domowej, był dowódcą batalionu, szefem sztabu brygady i dowódcą pułku strzeleckiego na frontach południowym i zachodnim. 
Po wojnie do 1932 służył w piechocie, był m.in. dowódcą 16 Dywizji Strzeleckiej. Ukończył kurs starszego dowództwa piechoty w Wyższej Taktycznej Szkole Piechoty w 1924. Od 1927 członek WKP(b). 
W 1932 został przeniesiony do lotnictwa i skierowany na naukę do Wojskowej Akademii Sił Powietrznych i rozpoczął służbę w lotnictwie, od 1936 dowódca i komisarz brygady lotniczej specjalnego przeznaczenia, później zastępca dowódcy ds. szkolenia bojowego Samodzielnej Dalekowschodniej Armii Czerwonego Sztandaru. Miał rangę komdiwa. 
14 maja 1938 aresztowany w Chabarowsku pod zarzutem udziału w spisku trockistowskim w wojsku, zwolniony z armii i na prawie dwa lata osadzony w areszcie śledczym, poddany ciężkim przesłuchaniom. 21 kwietnia 1940 wypuszczony z aresztu, następnie przywrócony do służby i w maju 1940 mianowany szefem 3 Oddziału Zarządu Szkolenia Bojowego Armii Czerwonej. Od września 1940 kierownik kursów lotniczo-technicznych w Leningradzie, od stycznia 1841 dowódca Sił Powietrznych Nadwołżańskiego Okręgu Wojskowego. 31 lipca 1941 mianowany generałem majorem lotnictwa. 
Od sierpnia 1941 uczestnik walk frontowych, dowódca Sił Powietrznych Centralnego Frontu i szef sztabu Sił Powietrznych Armii Czerwonej. Wiosną 1942 dowódca lotniczej grupy uderzeniowej nr 2, od maja 1942 I zastępca dowódcy Sił Powietrznych i członek Rady Wojskowej Armii Czerwonej. Od 29 października 1941 generał porucznik lotnictwa, od 17 marca 1943 generał pułkownik lotnictwa. Brał udział w przełamywaniu blokady Leningradu i w bitwie pod Kurskiem. Od 19 sierpnia 1944 marszałek lotnictwa, od lipca 1946 dowódca 1 Armii Powietrznej. 
W lutym 1947 zwolniony ze stanowiska, 11 kwietnia 1948 ponownie aresztowany, oskarżony o antysowiecką agitację i oczernianie systemu panującego w ZSRR, 28 kwietnia 1952 skazany przez Wojskowe Kolegium Sądu Najwyższego ZSRR na 8 lat więzienia. Po śmierci Stalina zwolniony 28 lipca 1953 i zrehabilitowany. W sierpniu 1953 przywrócony do służby, od grudnia 1953 szef wydziału studiów zaocznych w Wojskowej Akademii Inżynieryjnej Sił Powietrznych. W marcu 1959 zwolniony ze względu na stan zdrowia.

## Awanse
- gen. mjr lotnictwa 31 lipca 1941;
- gen. por. lotnictwa 29 października 1941;
- gen. płk lotnictwa 17 marca 1943;
- marszałek lotnictwa 19 sierpnia 1944.

## Ordery i odznaczenia
- Order Lenina (dwukrotnie)
- Order Czerwonego Sztandaru (czterokrotnie)
- Order Suworowa I klasy (dwukrotnie)
- Order Suworowa II klasy
- Order Czerwonej Gwiazdy
- Medal jubileuszowy „XX lat Robotniczo-Chłopskiej Armii Czerwonej”

i inne medale.